# Телком
„Телком“ е оператор на телекомуникационна мрежа в Сомалия.
Тя е първата голяма частно притежавана компания, предоставяща телекомуникации до сомалийски градове.
Компанията е базирана в Могадишу, с представители в Дубай и Лондон. Има 750 служители.